# زت مولاس
زت مولاس (نام اصلی: زدنکا اسمولووا Zdena Smolová) او بیش از پیدایش سینمای ناطق از بازیگری روی صحنهٔ تئاتر دست کشید و به آزمایش با اشکالی از سینما که تا بعد از جذبه "گوستاو ماچاتی"، در آن کشور دیده نشد، پرداخت

## فیلمشناسی
1. زاوت پودیونیووا (۱۹۲۳)
2. خانهٔ قدیمی (۱۹۲۷)
3. آسیابان و پسرانش (۱۹۳۰)
4. کارل هنیگ ماگا (۱۹۳۷)